# Sorex cansulus
Sorex cansulus är en däggdjursart som beskrevs av Thomas 1912. Sorex cansulus ingår i släktet Sorex och familjen näbbmöss. IUCN kategoriserar arten globalt som otillräckligt studerad. Inga underarter finns listade i Catalogue of Life.
Denna näbbmus är bara känd från en 2600 till 3000 meter hög bergstrakt i den centrala kinesiska provinsen Gansu. Inget är känt om levnadssättet.
Arten blir 62 till 64 mm lång (huvud och bål), har en 38 till 43 mm lång svans och cirka 12 mm långa bakfötter. Den har grå till gråbrun päls på ovansidan, mera brunaktig päls på kroppssidorna och hasselnötsbrun päls på buken. Tassar och fötter bär ljusbruna hår. Svansen är uppdelad i en mörkbrun ovansida och en ljusare brun undersida. Sorex cansulus har fyra övre framtänder och de yttre är mindre än de inre. Bredvid de övre framtänderna förekommer flera enkla tänder med en spets istället för en hörntand. Därtill kommer kindtänderna.